# Blasiuskirche (Holzelfingen)

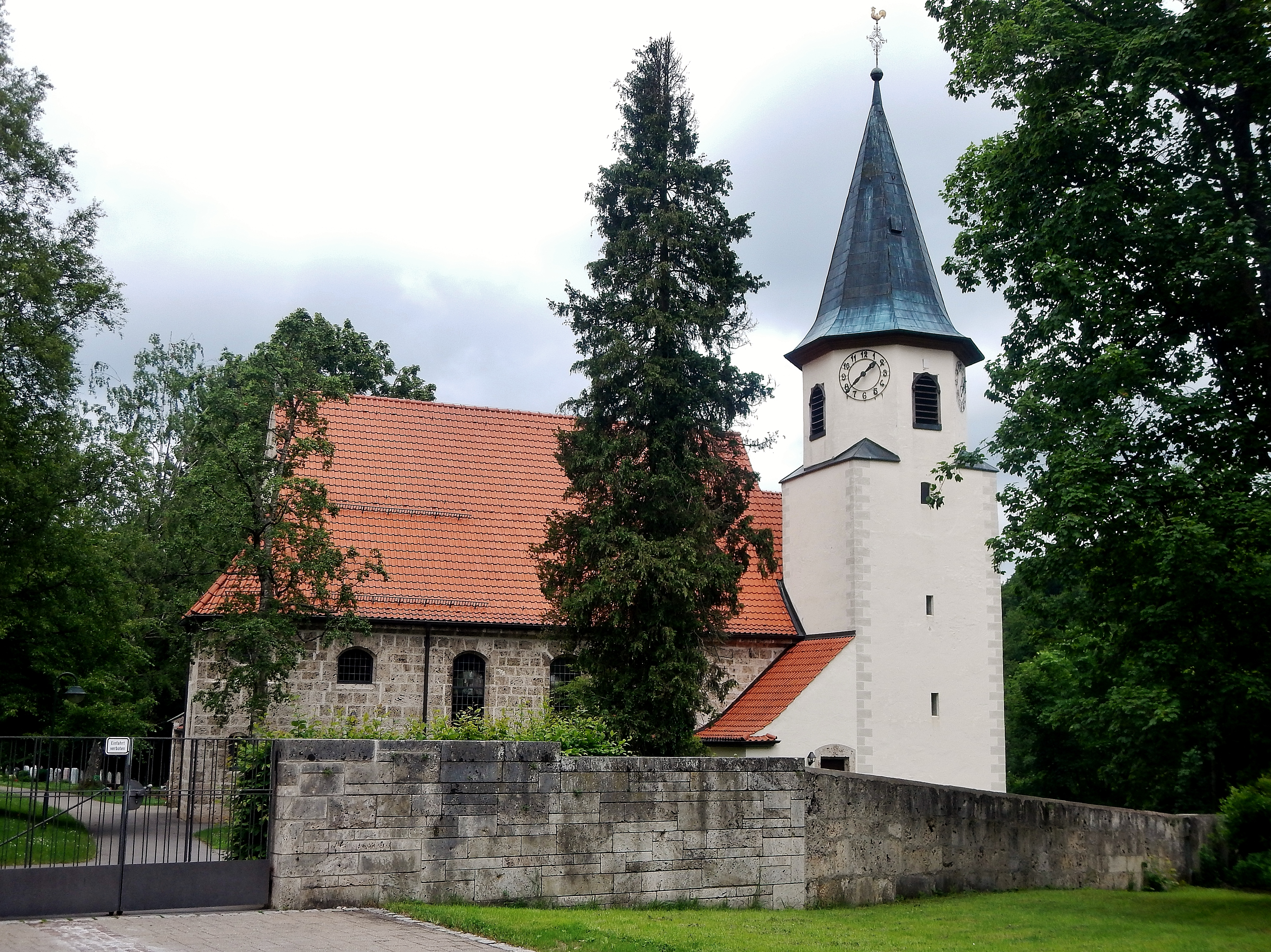
Die Blasiuskirche in Holzelfingen

Die Blasiuskirche ist ein Kirchengebäude in Lichtenstein im Landkreis Reutlingen in Baden-Württemberg. Sie liegt im Ortsteil Holzelfingen und gehört zur Evangelischen Kirchengemeinde Holzelfingen im Kirchenbezirk Bad Urach-Münsingen der Evangelischen Landeskirche in Württemberg.
Die Blasiuskirche wurde 1275 erstmals erwähnt. Der spätgotische Chor der heutigen Saalkirche stammt aus dem 15. Jahrhundert. Der Turm aus dem 17. Jahrhundert erhielt im 18. Jahrhundert ein neues Obergeschoss. Im Zweiten Weltkrieg wurden alle Chorfenster zerstört, seitdem wurden sie sukzessive neu beschafft. Das Schiff der Saalkirche wurde 1909 von Martin Elsässer neu errichtet. Die Kirche ist mit einem Gemälde der Künstlerin Käte Schaller-Härlin und einem hölzernen Kruzifix ausgestattet.
Die Orgel der Kirche wurde 2002 von der Werkstatt Orgelbau Rensch gebaut. Se verfügt über 15 Register auf zwei Manualen und Pedal und ersetzt ein Instrument aus dem Jahr 1909, das von der Giengener Orgelmanufaktur Gebr. Link gefertigt worden war.
Im Kirchturm hängen drei Glocken:
- Die Dank- und Anbetungsglocke trägt diese Inschrift:
Ehre sei Gott in der Höhe • und Friede auf Erden • und den Menschen ein Wohlgefallen | Für das Kriegsopfer 1917 Neugegossen 1923.
- Die Evangeliumsglocke trägt neben der Glockenzier von Helmuth Uhrig folgende Inschrift:
Christ ist erstanden.
- Auf der Bittglocke findet sich folgende Inschrift:
Aus Kriegs- und Friedensnot errett uns, lieber Gott.